# 施皮斯海姆
施皮斯海姆是德国莱茵兰-普法尔茨州的一个市镇。总面积7.31平方公里，总人口988人，其中男性493人，女性495人（2011年12月31日），人口密度135人/平方公里。